# Clasificación para los Juegos Olímpicos de Tokio 1964
La Clasificación para los Juegos Olímpicos de Tokio 1964 fue la tercera ocasión en la que se hizo un torneo clasificatorio para el Torneo Olímpico de Fútbol de 1964.

## Cupos
Los 16 Cupos fueron repartidos de la siguiente manera:
- Europa: 6 Cupos, uno de ellos fue automático para Yugoslavia mientras que los otros 5 Cupos fueron disputados por 21 equipos.

- América del Sur: 2 Cupos disputados por 7 equipos.

- América del Norte, Central y el Caribe: 1 cupo disputados por 5 equipos.

- África: 3 Cupos disputados por 11 equipos.

- Asia: 4 Cupos, uno de ellos fue automático para Japón mientras que los otros 3 Cupos fueron disputados por 13 equipos.

## Europa

### Formato
Los 21 equipos se dividieron en 5 rutas desde la semifinal hasta final, y en 2 de las 5 rutas también hubo una fase preliminar, el ganador de cada ruta clasifica a Tokio 1964.

### Ruta 1

#### Fase Preliminar
| Equipo 1 | Agr. | Equipo 2 | Ida | Vuelta |
| -------- | ---- | -------- | --- | ------ |
| Albania  | 0-2  | Bulgaria | 0-1 | 0-1    |

#### Semifinales y Final
|  | Semifinales | Semifinales | Semifinales | Semifinales | Semifinales |  |          | Final    | Final | Final | Final | Final |
|  |             |             |             |             |             |  |          |          |       |       |       |       |
|  | Bulgaria    | Bulgaria    | W.O.        |             |             |  |          |          |       |       |       |       |
|  | Luxemburgo  |             |             |             |             |  |          |          |       |       |       |       |
|  |             |             |             |             |             |  | Bulgaria | Bulgaria | 0     | 1     |       |       |
|  |             | Rumania     | Rumania     | 1           | 2           |  |          |          |       |       |       |       |
|  | Dinamarca   | Dinamarca   | 2           | 3           | 1           |  |          |          |       |       |       |       |
|  | Rumania     | Rumania     | 3           | 2           | 2           |  |          |          |       |       |       |       |

| Bandera de Rumania |
| Rumania            |

### Ruta 2

#### Semifinales y Final
|  | Semifinales | Semifinales | Semifinales | Semifinales | Semifinales |  |         | Final   | Final | Final | Final | Final |
|  |             |             |             |             |             |  |         |         |       |       |       |       |
|  | Hungría     | Hungría     | 4           | 2           |             |  |         |         |       |       |       |       |
|  | Suecia      | Suecia      | 0           | 2           |             |  |         |         |       |       |       |       |
|  |             |             |             |             |             |  | Hungría | Hungría | 2     | 3     |       |       |
|  |             | España      | España      | 1           | 0           |  |         |         |       |       |       |       |
|  | Suiza       | Suiza       | 0           | 0           |             |  |         |         |       |       |       |       |
|  | España      | España      | 1           | 6           |             |  |         |         |       |       |       |       |

| Bandera de Hungría |
| Hungría            |

### Ruta 3

#### Fase Preliminar
| Equipo 1             | Agr. | Equipo 2         | Ida | Vuelta |
| -------------------- | ---- | ---------------- | --- | ------ |
| Alemania Democrática | 4-2  | Alemania Federal | 3-0 | 1-2    |

#### Semifinales y Final
|  | Semifinales          | Semifinales          | Semifinales          | Semifinales | Semifinales |   |                 | Final           | Final | Final | Final | Final |
|  |                      |                      |                      |             |             |   |                 |                 |       |       |       |       |
|  | Unión Soviética      | Unión Soviética      | 7                    | 4           |             |   |                 |                 |       |       |       |       |
|  | Finlandia            | Finlandia            | 0                    | 0           |             |   |                 |                 |       |       |       |       |
|  |                      |                      |                      |             |             |   | Unión Soviética | Unión Soviética | 1     | 1     | 1     |       |
|  |                      | Alemania Democrática | Alemania Democrática | 1           | 1           | 4 |                 |                 |       |       |       |       |
|  | Países Bajos         | Países Bajos         | 0                    | 1           |             |   |                 |                 |       |       |       |       |
|  | Alemania Democrática | Alemania Democrática | 1                    | 3           |             |   |                 |                 |       |       |       |       |

| Bandera de Alemania Oriental |
| Alemania Democrática         |

### Ruta 4

#### Semifinales y Final
|  | Semifinales | Semifinales | Semifinales | Semifinales | Semifinales |  |        | Final  | Final | Final | Final | Final |
|  |             |             |             |             |             |  |        |        |       |       |       |       |
|  | Turquía     | Turquía     | 2           | 1           |             |  |        |        |       |       |       |       |
|  | Italia      | Italia      | 2           | 7           |             |  |        |        |       |       |       |       |
|  |             |             |             |             |             |  | Italia | Italia | 3     | 1     |       |       |
|  |             | Polonia     | Polonia     | 0           | 0           |  |        |        |       |       |       |       |
|  | Polonia     | Polonia     | Bye         |             |             |  |        |        |       |       |       |       |
|  |             |             |             |             |             |  |        |        |       |       |       |       |

### Ruta 5

#### Fase Preliminar
| Equipo 1 | Agr. | Equipo 2    | Ida | Vuelta |
| -------- | ---- | ----------- | --- | ------ |
| Islandia | 0-10 | Reino Unido | 0-6 | 0-4    |

#### Semifinales y Final
|  | Semifinales    | Semifinales    | Semifinales | Semifinales | Semifinales |  |                | Final          | Final | Final | Final | Final |
|  |                |                |             |             |             |  |                |                |       |       |       |       |
|  | Checoslovaquia | Checoslovaquia | 4           | 4           |             |  |                |                |       |       |       |       |
|  | Francia        | Francia        | 0           | 2           |             |  |                |                |       |       |       |       |
|  |                |                |             |             |             |  | Checoslovaquia | Checoslovaquia | W.O.  |       |       |       |
|  |                | Grecia         |             |             |             |  |                |                |       |       |       |       |
|  | Reino Unido    | Reino Unido    | 2           | 1           |             |  |                |                |       |       |       |       |
|  | Grecia         | Grecia         | 1           | 4           |             |  |                |                |       |       |       |       |

| Bandera de Checoslovaquia |
| Checoslovaquia            |

## América del Sur

### Formato
Los 7 equipos jugaron en una Liga dónde los 2 equipos con más puntos clasificaban, sin embargo, ocurrió la Tragedia del Estadio Nacional del Perú que ocasionó que el torneo se detuviera lo que también ocasionó un empate entre Perú y Brasil en puntos por lo que recurrieron a un partido desempate, por primera vez se usó el Torneo Preolímpico Sudamericano para la clasificación.

### Tabla de posiciones final
| Equipo       | Pts | PJ | PG | PE | PP | GF | GC | Dif |
| ------------ | --- | -- | -- | -- | -- | -- | -- | --- |
| 1. Argentina | 10  | 5  | 5  | 0  | 0  | 11 | 1  | 10  |
| 2. Brasil    | 5   | 3  | 2  | 1  | 0  | 6  | 2  | 4   |
| 3. Perú      | 5   | 4  | 2  | 1  | 1  | 6  | 2  | 4   |
| 4. Colombia  | 4   | 6  | 1  | 2  | 3  | 6  | 10 | -4  |
| 5. Uruguay   | 3   | 5  | 0  | 3  | 2  | 3  | 7  | -4  |
| 6. Chile     | 3   | 4  | 1  | 1  | 2  | 2  | 6  | -4  |
| 7. Ecuador   | 2   | 5  | 0  | 2  | 3  | 4  | 10 | –6  |

|  | Clasificado a Tokio 1964                  |
|  | Clasificados al desempate para Tokio 1964 |

| Bandera de Argentina |
| Argentina            |

### Desempate
| Equipo 1 | Resultado | Equipo 2 |
| -------- | --------- | -------- |
| Brasil   | 4-0       | Perú     |

| Bandera de Brasil |
| Brasil            |

## América del Norte, Central y el Caribe

### Formato

#### Ronda Preliminar
las selecciones de Antillas Neerlandesas y la Guayana Neerlandesa Jugarían un partido de ida y vuelta dónde el que ganaba pasaba a la cuadrangular final.

#### Cuadrangular
El ganador de la ronda anterior junto a las selecciones de México, Estados Unidos y Panamá jugaban una Liga y el ganador clasificaban a Tokio 1964.

### Ronda Preliminar
| Equipo 1            | Agr. | Equipo 2              | Ida | Vuelta |
| ------------------- | ---- | --------------------- | --- | ------ |
| Guayana Neerlandesa | 4-2  | Antillas Neerlandesas | 1-2 | 3-0    |

### Cuadrangular
| Equipo              | Pts. | PJ | PG | PE | PP | GF | GC | Dif |
| ------------------- | ---- | -- | -- | -- | -- | -- | -- | --- |
| México              | 6    | 3  | 3  | 0  | 0  | 13 | 2  | 11  |
| Guayana Neerlandesa | 4    | 3  | 2  | 0  | 1  | 5  | 5  | 0   |
| Estados Unidos      | 2    | 3  | 1  | 0  | 2  | 7  | 7  | 0   |
| Panamá              | 0    | 3  | 0  | 0  | 3  | 4  | 15 | -11 |

| Bandera de México |
| México            |

## África

### Formato
los 12 equipos se dividieron en 3 rutas de 4 equipos desde la semifinal hasta la final, el ganador de cada ruta clasificaba a Tokio 1964.

### Rutas

#### Ruta A
|  | Semifinales                                     | Semifinales                                     | Semifinales                                     | Semifinales                                     |   |                       | Final                                  | Final                                  | Final                                  | Final                                  |  |
|  | Del 9 de octubre de 1963 al 15 de enero de 1964 | Del 9 de octubre de 1963 al 15 de enero de 1964 | Del 9 de octubre de 1963 al 15 de enero de 1964 | Del 9 de octubre de 1963 al 15 de enero de 1964 |   |                       | Del 27 de marzo al 17 de abril de 1964 | Del 27 de marzo al 17 de abril de 1964 | Del 27 de marzo al 17 de abril de 1964 | Del 27 de marzo al 17 de abril de 1964 |  |
|  |                                                 |                                                 |                                                 |                                                 |   |                       |                                        |                                        |                                        |                                        |  |
|  |                                                 |                                                 |                                                 |                                                 |   |                       |                                        |                                        |                                        |                                        |  |
|  | 1                                               | Uganda                                          | 1                                               | 1                                               |   |                       |                                        |                                        |                                        |                                        |  |
|  | 1                                               | Uganda                                          | 1                                               | 1                                               |   |                       |                                        |                                        |                                        |                                        |  |
|  | 4                                               | República Árabe Unida                           | 4                                               | 3                                               |   |                       |                                        |                                        |                                        |                                        |  |
|  | 4                                               | República Árabe Unida                           | 4                                               | 3                                               |   | República Árabe Unida | República Árabe Unida                  | 4                                      | 3                                      |                                        |  |
|  |                                                 |                                                 |                                                 |                                                 |   | República Árabe Unida | República Árabe Unida                  | 4                                      | 3                                      |                                        |  |
|  |                                                 |                                                 | Sudán                                           | Sudán                                           | 1 | 3                     |                                        |                                        |                                        |                                        |  |
|  | 3                                               | Sudán                                           | Sudán                                           | Sudán                                           | 1 | 3                     | W.O.                                   |                                        |                                        |                                        |  |
|  | 3                                               | Sudán                                           |                                                 |                                                 |   |                       | W.O.                                   |                                        |                                        |                                        |  |
|  | 2                                               | Rodesia del Sur                                 |                                                 |                                                 |   |                       |                                        |                                        |                                        |                                        |  |
|  | 2                                               | Rodesia del Sur                                 |                                                 |                                                 |   |                       |                                        |                                        |                                        |                                        |  |
|  |                                                 |                                                 |                                                 |                                                 |   |                       |                                        |                                        |                                        |                                        |  |

|                       |
| República Árabe Unida |

#### Ruta B
|  | Semifinales                                        | Semifinales                                        | Semifinales                                        | Semifinales                                        | Semifinales                                        |       |       | Final                                 | Final                                 | Final                                 | Final                                 |  |
|  | Del 17 de noviembre de 1963 al 18 de abril de 1964 | Del 17 de noviembre de 1963 al 18 de abril de 1964 | Del 17 de noviembre de 1963 al 18 de abril de 1964 | Del 17 de noviembre de 1963 al 18 de abril de 1964 | Del 17 de noviembre de 1963 al 18 de abril de 1964 |       |       | Del 31 de mayo al 21 de junio de 1964 | Del 31 de mayo al 21 de junio de 1964 | Del 31 de mayo al 21 de junio de 1964 | Del 31 de mayo al 21 de junio de 1964 |  |
|  |                                                    |                                                    |                                                    |                                                    |                                                    |       |       |                                       |                                       |                                       |                                       |  |
|  |                                                    |                                                    |                                                    |                                                    |                                                    |       |       |                                       |                                       |                                       |                                       |  |
|  | 1                                                  | Liberia                                            | 4                                                  | 0                                                  |                                                    |       |       |                                       |                                       |                                       |                                       |  |
|  | 1                                                  | Liberia                                            | 4                                                  | 0                                                  |                                                    |       |       |                                       |                                       |                                       |                                       |  |
|  | 4                                                  | Ghana                                              | 5                                                  | 1                                                  |                                                    |       |       |                                       |                                       |                                       |                                       |  |
|  | 4                                                  | Ghana                                              | 5                                                  | 1                                                  |                                                    | Ghana | Ghana | 2                                     | 1                                     |                                       |                                       |  |
|  |                                                    |                                                    |                                                    |                                                    |                                                    | Ghana | Ghana | 2                                     | 1                                     |                                       |                                       |  |
|  |                                                    |                                                    | Túnez                                              | Túnez                                              | 0                                                  | 2     |       |                                       |                                       |                                       |                                       |  |
|  | 3                                                  | Dahomey                                            | Túnez                                              | Túnez                                              | 0                                                  | 2     | 2     | 1                                     | 1                                     |                                       |                                       |  |
|  | 3                                                  | Dahomey                                            |                                                    |                                                    |                                                    |       | 2     | 1                                     | 1                                     |                                       |                                       |  |
|  | 2                                                  | Túnez                                              | 2                                                  | 1                                                  | 1                                                  |       |       |                                       |                                       |                                       |                                       |  |
|  | 2                                                  | Túnez                                              | 2                                                  | 1                                                  | 1                                                  |       |       |                                       |                                       |                                       |                                       |  |
|  |                                                    |                                                    |                                                    |                                                    |                                                    |       |       |                                       |                                       |                                       |                                       |  |

| Bandera de Ghana |
| Ghana            |

#### Ruta C
|  | Semifinales                                      | Semifinales                                      | Semifinales                                      | Semifinales                                      | Semifinales                                      |         |         | Final                                | Final                                | Final                                | Final                                |  |
|  | Del 12 de octubre de 1963 al 24 de marzo de 1964 | Del 12 de octubre de 1963 al 24 de marzo de 1964 | Del 12 de octubre de 1963 al 24 de marzo de 1964 | Del 12 de octubre de 1963 al 24 de marzo de 1964 | Del 12 de octubre de 1963 al 24 de marzo de 1964 |         |         | Del 10 de mayo al 24 de mayo de 1964 | Del 10 de mayo al 24 de mayo de 1964 | Del 10 de mayo al 24 de mayo de 1964 | Del 10 de mayo al 24 de mayo de 1964 |  |
|  |                                                  |                                                  |                                                  |                                                  |                                                  |         |         |                                      |                                      |                                      |                                      |  |
|  |                                                  |                                                  |                                                  |                                                  |                                                  |         |         |                                      |                                      |                                      |                                      |  |
|  | 1                                                | Kenia                                            | 4                                                | 1                                                |                                                  |         |         |                                      |                                      |                                      |                                      |  |
|  | 1                                                | Kenia                                            | 4                                                | 1                                                |                                                  |         |         |                                      |                                      |                                      |                                      |  |
|  | 4                                                | Etiopía                                          | 3                                                | 7                                                |                                                  |         |         |                                      |                                      |                                      |                                      |  |
|  | 4                                                | Etiopía                                          | 3                                                | 7                                                |                                                  | Etiopía | Etiopía | 0                                    | 0                                    |                                      |                                      |  |
|  |                                                  |                                                  |                                                  |                                                  |                                                  | Etiopía | Etiopía | 0                                    | 0                                    |                                      |                                      |  |
|  |                                                  |                                                  | Marruecos                                        | Marruecos                                        | 1                                                | 1       |         |                                      |                                      |                                      |                                      |  |
|  | 3                                                | Nigeria                                          | Marruecos                                        | Marruecos                                        | 1                                                | 1       | 3       | 1                                    | 1                                    |                                      |                                      |  |
|  | 3                                                | Nigeria                                          |                                                  |                                                  |                                                  |         | 3       | 1                                    | 1                                    |                                      |                                      |  |
|  | 2                                                | Marruecos                                        | 0                                                | 4                                                | 2                                                |         |         |                                      |                                      |                                      |                                      |  |
|  | 2                                                | Marruecos                                        | 0                                                | 4                                                | 2                                                |         |         |                                      |                                      |                                      |                                      |  |
|  |                                                  |                                                  |                                                  |                                                  |                                                  |         |         |                                      |                                      |                                      |                                      |  |

| Bandera de Marruecos |
| Marruecos            |

## Asia

### Formato

#### Fase Preliminar
Las selecciones de:
- República de Corea
- República de China
- Malasia
- Tailandia
- Irán
- Pakistán
- Ceilán
- India

Jugarían 4 enfrentamientos de 2 equipos, el ganador pasaba a la segunda ronda.

#### Segunda Fase
los 4 ganadores de la ronda anterior junto a las siguientes selecciones:
- Filipinas
- Vietnam del Sur
- Israel
- Indonesia
- Birmania
- Corea del Norte
- Irak
- Líbano

Jugarían 6 enfrentamientos de 2 equipos, el ganador de cada enfrentamiento pasa a la tercera y última ronda.

#### Tercera Fase
Los 6 clasificados de la ronda anterior juegan 3 enfrentamientos de 2 equipos, el ganador de cada enfrentamiento clasifica a Tokio 1964.

### Fase Preliminar
| Equipo 1           | Agr. | Equipo 2           | Ida | Vuelta |
| ------------------ | ---- | ------------------ | --- | ------ |
| República de Corea | 2–2  | República de China | 2-1 | 0-1    |
| Federación Malaya  | 3-4  | Tailandia          | 1-1 | 2-3    |
| Irán               | 4-2  | Pakistán           | 4-1 | 0-1    |
| Ceilán             | 3-12 | India              | 3-5 | 0-7    |

### Segunda Fase
| Equipo 1        | Agr. | Equipo 2        | Ida | Vuelta |
| --------------- | ---- | --------------- | --- | ------ |
| Corea del Sur   | W.O. | Filipinas       | -   | -      |
| Vietnam del Sur | 2-1  | Israel          | 0-1 | 2-0    |
| Tailandia       | W.O. | Indonesia       | -   | -      |
| Birmania        | 0-1  | Corea del Norte | 0–0 | 0–1    |
| Irak            | 0–4  | Irán            | 0–0 | 0–4    |
| India           | W.O. | Líbano          | -   | -      |

### Tercera Fase
| Equipo 1        | Agr. | Equipo 2        | Ida | Vuelta |
| --------------- | ---- | --------------- | --- | ------ |
| Corea del Sur   | 5-2  | Vietnam del Sur | 3-0 | 2–2    |
| Corea del Norte | 7-0  | Tailandia       | 2-0 | 5-0    |
| Irán            | 6-1  | India           | 3-0 | 3-1    |

| Bandera de Corea del Sur |
| República de Corea       |
| Bandera de Irán          |
| Irán                     |

## Retiros
- Italia fue descalificada del torneo final debido a que su selección no era una Amateur, el COI le ofreció el cupo a Polonia pero rechazo la invitación debido a falta de tiempo.

- Corea del Norte se retiró debido a que ni siquiera participó en los Juegos Olímpicos y además porque algunos funcionarios japoneses negaron la entrada de 6 de sus atletas.

## Clasificados a Tokio 1964
- Alemania Federal
- Argentina
- Brasil
- Checoslovaquia
- Corea del Sur
- Ghana
- Hungría
- Irán
- Japón
- Marruecos
- México
- República Árabe Unida
- Rumania
- Yugoslavia